# Carel Gerard Hultman
Carel Gerard Hultman, né le 10 juillet 1752 à Zutphen et décédé le 7 mars 1820 à Bois-le-Duc est un homme politique néerlandais, préfet de département et gouverneur de province.

## Biographie
Carel Hultman est le fils de Jan Andries Hultman, avocat fiscaliste du Kwartier de Zutphen et d'Anna Helena Schomaker. Étudiant en droit à l’Université de Leyde, il obtient son doctorat en 1772. Devenu membre de l’Église wallonne, il épouse Maria Adriana Lemker le 13 février 1774.
Grand bibliophile, il collectionne depuis l'époque de ses études des ouvrages de littérature. Il se fait également grand connaisseur de l’histoire des Pays-Bas et du Gueldre.

## Duché de Gueldre
Il est d’abord fonctionnaire dans le Kwartier de Zutphen (un des quatre territoires du duché de Gueldre), puis de 1779 à 1798 maître des registres de la Cour de Gueldre et Zutphen.

## République batave
Il est membre de la deuxième Assemblée nationale de la République batave du 4 décembre 1797 au 22 janvier 1798 . Pendant l’avant-dernier coup d'État de la République batave, le 22 janvier 1798, il est avec les autres membres fédéralistes prisonnier d'État dans Huis ten Bosch. Libéré le 10 juillet 1798 au dernier coup d'État, il est nommé secrétaire général du gouvernement exécutif de 1798 à 1801.
De 1801 à 1802, il est ministre plénipotentiaire à Berlin où il mène les négociations avec le gouvernement prussien sur la compensation pour la perte des possessions néerlandaises . Du 2 mai 1805 au 30 juin 1806, il est secrétaire d'État.

## Royaume de Hollande
Quand Napoléon Bonaparte en 1806 met son frère Louis Napoléon à la tête du nouveau Royaume de Hollande, Hultman est d’abord sans emploi, puis il devient directeur général des Beaux-Arts et des Sciences du 22 janvier au 30 août 1808 et membre du Conseil d'État en service extraordinaire du 22 janvier 1807 au 14 octobre 1807, puis membre du Conseil d'État jusqu'au 1er janvier 1809.
Du 30 septembre 1808 au 1er janvier 1811, il est Landdrost (préfet) du Maasland. Le roi l'envoie à Gorinchem pour y organiser la réparation des dégâts de la grande inondation de janvier 1809. En 1809, il est une nouvelle fois membre du Conseil d'État en service extraordinaire.

## Premier Empire
À l’annexion du royaume de Hollande par la France le 1er janvier 1811, le département du Maasland est intégré dans le nouveau département du Zuyderzée. Carel Hultman, nommé le 1er janvier préfet de Vaucluse reste pendant quelques semaines préfet intérimaire du Zuyderzée, avant d’occuper son nouveau poste à Avignon.
Le 12 mars 1813, il est nommé préfet du département des Bouches-de-l'Yssel à Zwolle. En avril 1814, il est encore membre du Conseil d'État en service extraordinaire.

## Royaume des Pays-Bas
Après la première abdication de l’Empereur, avril 1814, il devient le premier gouverneur (commissaire du Roi) de la province du Brabant-Septentrional à Bois-le-Duc. Le roi  Guillaume Ier voulait restaurer le système féodal du gouvernement territorial, mais Hultman se fait fort de créer des communes. Dans l’histoire des communes de la province de Brabant-Septentrional, on lui attribue d’avoir fixé les limites de ces communes et nommé les premiers maires.
Atteint par une démence sénile vers 1819, il obtient du roi Guillaume I sa démission honorable le 17 janvier 1820. Il meurt le 7 mars 1820 à 67 ans.

## Œuvre
- De Principe Tyranno, s. de justitia edicti Ordinum fœderasi Belgii Philippo II. Hispaniae Regem imperio summoventium, thesis, 1772
- Biografische Zeldzaamheden (1818)

## Distinctions
- Chevalier de l'ordre de l'Union, 16 février 1807
- Baron de l'Empire, 30 juin 1811
- Chevalier de l'ordre de la Réunion, 7 mars 1812
- Chevalier de l'ordre du Lion néerlandais

## Sources
- (nl) Cet article est partiellement ou en totalité issu de l’article de Wikipédia en néerlandais intitulé « Carel Gerard Hultman » (voir la liste des auteurs).
- Carel Gerard Hultman sur le site du Brabants historisch Informatiecentrum BHIC
- Handelingen van de jaarlijksche vergadering der Maatschappij van Nederlandsche Letterkunde te Leyden, gehouden in 1819, 1820, 1821 en 1822, année 1820 , p. 7
- Fiche de Carel Gerard Hultman sur le site de Parlementair documentatiecentrum
- Antoine-Vincent Arnault, Biographie nouvelle des contemporains (1787-1820), 1827, p. 281